# Едскоттит
Едскоттит — рідкісний мінерал, карбід заліза з формулою Fe5C2. Раніше утворення такої сполуки спостерігалось лише під час виплавки заліза, або у лабораторних умовах, але в 2019 році був виявлений зразок природного походження — в метеориті.
Веддербернський метеорит, який містить едскоттіт, було знайдено 1951 року неподалік від містечка Веддерберна в Австралії. Він зберігається в колекції «Музеїв Вікторії».
Під час повторного дослідження в рамках проєкту «Carbon Mineral Challenge» фрагменту метеорита, що знаходиться у Каліфорнійському університеті в Лос-Анджелесі, Чі Ма та Алан Рубін підтвердили наявність нового мінералу. Вони назвали його едскоттитом на честь Едварда (Еда) Р. Д. Скотта з Гавайського університету, США, новатора-космохіміка.